# Xã Wells, Quận Perkins, Nam Dakota
Xã Wells (tiếng Anh: Wells Township) là một xã thuộc quận Perkins, tiểu bang Nam Dakota, Hoa Kỳ. Năm 2010, dân số của xã này là 10 người.